# Schildau (Nette)
Die Schildau ist ein gut 16 km langer, rechter Nebenfluss der Nette in Niedersachsen in Deutschland.

## Name
Die Schildau wurde 1355 („uppe de Schildow“) erstmals schriftlich erwähnt. Der Name ist eine Verkürzung von Schild(berg)au „Flussaue am Schildberg“.

## Verlauf
Die Schildau entspringt gut 5 km südöstlich von Seesen im Nordwestharz. Sie nimmt viele benannte und unbenannte Bäche auf, ehe sie Seesen erreicht. Nachdem sie die Stadt durchflossen hat, liegen einige Teiche am Lauf. Sie durchfließt dann noch Bornhausen, bevor sie etwa zwei Kilometer weiter abwärts in die Nette mündet.
Der Uferrand der Schildau ist durchweg dicht bewachsen.

## Jahrhunderthochwasser am 24./25. Juli 2017
Nach anhaltendem, starkem Regen, der am 24. Juli 2017 um 18.30 Uhr einsetzte, erreichte die Schildau am 25. Juli um 8 Uhr einen Pegelstand von 2,60 m. Damit wurde das „Jahrhunderthochwasser“ von 2002 um einen Meter übertroffen. Ein Großteil des Ortes Bornhausen war 2017 überflutet.